# Albert Devèze
Albert Joseph Charles Devèze (Ieper, 6 juni 1881 - Brussel, 28 november 1959) was een Belgisch liberaal politicus.

## Levensloop
Devèze was doctor in de rechten (ULB, 1902) en advocaat. Hij was liberaal gemeenteraadslid in Schaarbeek (1907-1921) en in Elsene (1938-1939). Hij was volksvertegenwoordiger in het arrondissement Brussel (1912-1939 en 1946-1958) en in het arrondissement Verviers (1939-1946).
De dag na de Duitse inval in augustus 1914 meldde hij zich aan als oorlogsvrijwilliger. Tijdens de oorlog klom hij op van korporaal tot kapitein; na de oorlog bleef hij reserveofficier en promoveerde tot luitenant-kolonel.
Devèze was van 1927 tot 1933 voorzitter van de Liberale Partij en was minister van Landsverdediging (1920-1923, 1932-1936 en 1949-1950), vice-eerste minister (1949-1950), minister van Binnenlandse Zaken (1939-1940) en van Economische Zaken (1946).
In 1930 werd Albert Devèze benoemd tot minister van Staat.
Tijdens het interbellum was Devèze een van de voorstanders van een integratie van België in het Franse Verdediginssysteem (Maginotlinie)
In mei 1940 trok Devèze zijn officiersuniform opnieuw aan en beschouwde zich als gemobiliseerd. Hij nam echter niet aan de militaire verrichtingen deel. Op 28 mei 1940 bevond hij zich in Brugge, en op 29 mei vergaderde hij op het stadhuis van Brugge met Joseph Pholien en Raoul Hayoit de Termicourt. Samen stelden ze de juridische nota op die de grondwettelijke rechtvaardiging gaf aan de capitulatie door de koning.
Na de oorlog speelde Devèze nog een belangrijke rol in het Belgisch politieke leven, aan het hoofd van de Liberale Partij en als lid van opeenvolgende regeringen.
Hij was ook lid van de Raadgevende interparlementaire Beneluxraad (1957-1958).

## Publicaties
- Aujourd'hui. Etude pour l'après-guerre économique, Parijs, 1919
- (samen met J. Pholien en R. Hayoit de Termicourt), Note sur la capitulation, in: Recueil de documents établi par le secrétariat du Roi concernant le période 1936-1994, annexe 64, Brussel, 1950.
- Talrijke artikels in het liberale tijdschrift Le Flambeau